# Al-Jawad al-Isfahaní
Abu-Jàfar Muhàmmad Jamal-ad-Din ibn Alí al-Jawad al-Isfahaní, més conegut senzillament com al-Jawad al-Isfahaní (àrab: الجواد الاصفهاني, al-Jawād al-Iṣfahānī), fou un visir dels zengites (mort el 1164).
Va estar al servei del sultà seljúcida Mahmud i es va fer amic d'Imad-ad-Din Zengi I que el va nomenar governador de Nisibe (Nasibin) i Ar-Rakka i visir dels seus dominis. Quan Zengi fou assassinat va estar a punt també de morir però va poder arribar amb les tropes a Mossul i el fill de Zengi, Sayf-ad-Din Ghazí, el va confirmar en els seus càrrecs. Fou llavors quan se li va donar el malnom d'al-Jawad (el generós). Quan Qutb-ad-Din Mawdud va substituir Sayf-ad-Dawla Ghazí, el va fer empresonar (1163) i va morir captiu el 1164.